# اعترافات (روسو)
اعترافات کتابی است نوشته ژان-ژاک روسو اندیشمند مشهور فرانسوی. این کتاب میان سال‌های ۱۷۶۵ تا ۱۷۷۰ میلادی نوشته شده و در آن نویسنده تمامی وقایع زندگی خویش را تا سال ۱۷۶۶ نوشته‌است. روسو در این کتاب به صورت کاملاً شفاف از تمامی وقایع زندگی خویش صحبت کرده‌است. این کتاب همچنین به ذهنیات روسو از کودکی تا سالهای پایانی عمر می‌پردازد.

## در ایران
کتاب اعترافات در ایران یک بار در دههٔ ۴۰ توسط رضا مشایخی (با نام مستعار فرهاد) و بار دیگر در دههٔ ۷۰ خورشیدی توسط مهستی بحرینی ترجمه شده و انتشارات نیلوفر آن را به چاپ رسانده‌است.